# Bubupeltina
Bubupeltina – rodzaj stawonogów z wymarłej gromady trylobitów, z rzędu Corynexochida.
Żył w okresie wczesnego dewonu (ems).